# Derna (Bihor)
Derna é uma comuna romena localizada no distrito de Bihor, na região histórica da Crișana (parte da Transilvânia). A comuna possui uma área de 49.21 km² e sua população era de 2812 habitantes segundo o censo de 2007.